# Widerruf (Verwaltungsakt)
Der Widerruf ist eine der im deutschen Verwaltungsverfahrensrecht vorgesehenen Möglichkeiten, mit denen eine Behörde einen fehlerhaften Verwaltungsakt korrigieren kann. Der Widerruf ist ebenso wie die Rücknahme ein Unterfall der Aufhebung. Während es aber bei der Rücknahme um Verwaltungsakte geht, die schon bei Erlass fehlerhaft waren, kommt der Widerruf bei Verwaltungsakten in Betracht, die bei ihrem Erlass rechtmäßig waren und erst später aus bestimmten Gründen rechtswidrig geworden sind.

## Gesetzliche Regelungen
Die Voraussetzungen für einen Widerruf sind in § 49 Verwaltungsverfahrensgesetz des Bundes (VwVfG) geregelt. In den einzelnen Bundesländern bestehen zumeist fast gleichlautende Regelungen in den jeweiligen Landesverwaltungsverfahrensgesetzen. Parallelbestimmungen im sozialrechtlichen Verwaltungsverfahren sind § 46 Zehntes Buch Sozialgesetzbuch (SGB X), § 47 SGB X und § 49 SGB X. Im steuerrechtlichen Verwaltungsverfahren sind die Parallelregelungen in den § 131 Abgabenordnung (AO) und § 132 AO zu finden.

## Einzelheiten
Zuständig für den Widerruf ist gemäß § 49 Abs. 5 VwVfG die örtlich zuständige Behörde, auch wenn der Verwaltungsakt von einer anderen Behörde erlassen wurde. 
Ein Widerruf eines belastenden Verwaltungsaktes ist gemäß § 49 Abs. 1 VwVfG grundsätzlich immer möglich, es sei denn, dass ein gleichlautender Verwaltungsakt sofort wieder ergehen müsste oder der Widerruf aus anderen Gründen unzulässig ist.
Ein konkludenter Widerruf ist möglich. Es kann also ein neuer Verwaltungsakt erlassen werden, der einen alten Verwaltungsakt nicht ausdrücklich, sondern lediglich implizit aufhebt.
Für begünstigende Verwaltungsakte regelt § 49 Abs. 2 VwVfG abschließend einen Katalog von Fällen, in denen ein Widerruf zulässig ist. Dabei geht es um Fälle, in denen ein schutzwürdiges Vertrauen des Bürgers in den Bestand des Verwaltungsakts nicht entstehen konnte (z. B. weil die Behörde sich den Widerruf vorbehalten hat) oder um solche, in denen das Gemeinwohl- das Bestandsinteresse deutlich überwiegt. Besondere Widerrufsgründe für begünstigende Verwaltungsakte, die Geld- oder teilbare Sachleistungen zum Gegenstand haben, enthält §§ 49 Abs. 3 VwVfG, die speziell auf derartige Fördermaßnahmen zugeschnitten sind. Für alle Widerrufsgründe der § 49 Abs. 2 und 3 VwVfG gilt die Ein-Jahres-Frist nach § 48 Abs. 4 VwVfG entsprechend.
Eine Rückforderung erfolgt durch Rückforderungs- und Erstattungsbescheid gemäß § 49a VwVfG. Sollte ein schutzwürdiges Vertrauen bestanden haben, kann der Bürger gemäß § 49 Abs. 6 VwVfG einen Antrag auf Entschädigung bei der Behörde stellen.